# Socios del Fútbol Club Barcelona
Los socios del Fútbol Club Barcelona son miembros oficiales adscritos a la entidad deportiva. Los socios están en la facultad de decidir sobre el destino y proyectos del propio club.
En la década de los años 1910 el club llegó a tener poco más de 2500 socios, aunque para la década siguiente el equipo culé superaba esa cifra hasta llegar a los 12 000 socios oficiales.
Desde 2015, el club cuenta con más de 150 000 socios, lo que le convierte en uno de los clubes con más socios en todo el mundo. Aunque entre 2009 y 2012, el equipo español se mantuvo con más de 170 000, cifra que fue decreciendo hasta 2015. Hasta el 2023 el número de socios era de 140 000.

## Primer socio
El socio número uno en toda la historia del club fue Hans Gamper, fundador del equipo. Era suizo y nació el 22 de noviembre de 1877.

## Beneficios
La membresía se obtiene al hacer la inscripción y el pago de la cuota anual. Entre los privilegios se encuentra:
- Oportunidad de comprar boletos de preventa con un descuento del 20%
- Suscripción gratuita a la revista
- Descuentos en las mercancías del club
- Entrada gratuita al Museo del Fútbol Club Barcelona
- Derecho a participar en la Asamblea General
- Derecho a votar en todas las elecciones a la presidencia de cuatro años
- Decidir sobre los tipos de las primas apoyadas en actividades sociales
- Porcentajes de descuentos en eventos realizados por el club
- Posibilidad de ser síndico.